# Priority Records
«Priority Records» (укр. «Пріоріті Рекордз») — компанія звукозапису, заснована у Лос-Анджелесі.
Прайоріті Рекордс відома співпрацею, перш за все, з виконавцями хіп-хопу. Вона також забезпечує розповсюдження інших лейблів — Ruthless Records, Death Row Records, No Limit Records, Roc-A-Fella тощо.